# Mameluco (raza)

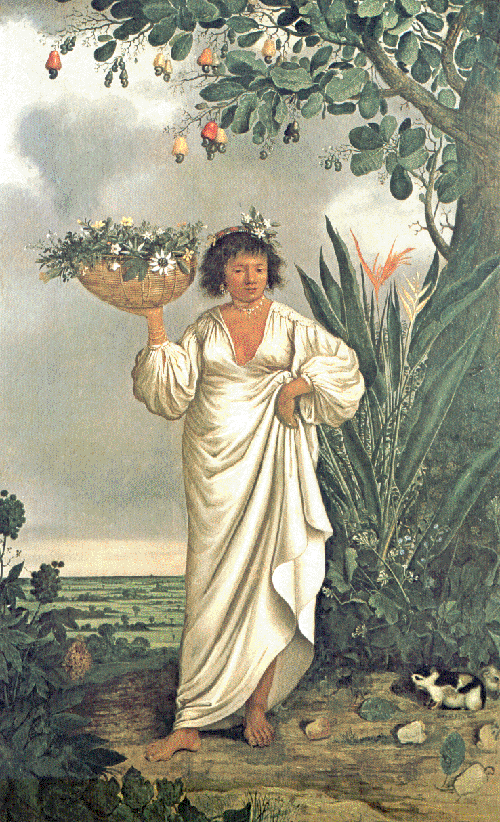
Albert Eckhout: una mujer mameluca (aprox. 1641-1644).

Mameluco es una palabra portuguesa que denota al niño de primera generación de un europeo y un amerindio. Corresponde a la palabra española mestizo.
En los siglos XVII y XVIII, el término Mameluco se usaba para referirse a bandas organizadas de cazadores de esclavos, también conocidos como bandeirantes, que recorrían el interior de Sudamérica desde el Atlántico hasta las estribaciones de los Andes y desde Paraguay hasta el río Orinoco, invadiendo las zonas ocupadas por los guaraníes en busca de esclavos.
Es posible que la palabra se haya vuelto común en Portugal en la Edad Media, derivada del árabe, "Mameluco", "esclavo", que se refiere comúnmente a los soldados y gobernantes de origen esclavo, específicamente el Estado mameluco de Egipto.